# Maratona de Hamburgo
Maratona de Hamburgo é uma corrida na distância de 42,125 km disputada anualmente na cidade de Hamburgo, Alemanha.
Disputada por corredores de elite de todo mundo e por milhares de corredores anônimos, ela teve sua primeira edição em 1986 e vem sendo realizada ininterruptamente desde então, ente o fim de abril e o começo de maio de cada ano, com exceção de 2020, quando foi suspensa por causa da pandemia de Covid-19. É uma das maiores corridas de rua da Alemanha, com a participação de mais de 10 mil atletas a cada edição.
Dois brasileiros já a venceram. Nivaldo Filho em 1989 e Vanderlei Cordeiro de Lima em 2004. O recorde atual da prova é do queniano Amos Kipruto – 2:03:46 –  em 2025, no masculino e da etíope Yalemzerf Yehualaw – 2:17:23 – em 2022, no feminino.